# Resolutie 1262 Veiligheidsraad Verenigde Naties
Resolutie 1262 van de Veiligheidsraad van de Verenigde Naties werd unaniem door de Veiligheidsraad van de Verenigde Naties aangenomen op 27 augustus 1999. De resolutie verlengde de VN-missie in Oost-Timor met twee maanden en breidde het mandaat uit.

## Achtergrond
Nadat Portugal zijn kolonies losgelaten had, werd Oost-Timor eind 1975 na een korte burgeroorlog onafhankelijk. Korte tijd later viel Indonesië het land binnen en brak een oorlog uit, waarna Oost-Timor werd ingelijfd. In 1999 stemde Indonesië in met een volksraadpleging over meer autonomie of onafhankelijkheid, waarop het merendeel van de bevolking voor de tweede optie koos.

## Inhoud
Op 5 mei was overeenstemming bereikt tussen de Verenigde Naties, Indonesië en Portugal over een volksraadpleging in Oost-Timor. Na die volksraadpleging moest gezorgd worden voor stabiliteit en diegenen in de minderheid moesten worden verzekerd van hun rol in de toekomst van Oost-Timor.
Secretaris-generaal Kofi Annan stelde voor de UNAMET-missie tijdelijk voort te zetten na de volksraadpleging, tot er zou worden begonnen met het uitvoeren van de met die raadpleging genomen beslissing. Daarom besloot de Veiligheidsraad het mandaat van de missie te verlengen tot 30 november. De Raad paste het mandaat aan, zodat de missie volgende onderdelen inhield:
a. Een verkiezingseenheid,
b. Een politiecomponent van maximaal 460 man om de Indonesische politie te adviseren en de nieuwe Oost-Timorese politie op te leiden,
c. Een militaire verbindingscomponent van tot 300 man om contacten te onderhouden,
d. Een burgercomponent om de Speciale Vertegenwoordiger te adviseren bij de uitvoering van de akkoorden,
e. Een informatiecomponent om de vooruitgang openbaar te maken en verzoening te bevorderen.

## Verwante resoluties
- Resolutie 1246 Veiligheidsraad Verenigde Naties
- Resolutie 1257 Veiligheidsraad Verenigde Naties
- Resolutie 1264 Veiligheidsraad Verenigde Naties
- Resolutie 1272 Veiligheidsraad Verenigde Naties

Lijst ·  1220 ·  1221 ·  1222 ·  1223 ·  1224 ·  1225 ·  1226 ·  1227 ·  1228 ·  1229 ·  1230 ·  1231 ·  1232 ·  1233 ·  1234 ·  1235 ·  1236 ·  1237 ·  1238 ·  1239 ·  1240 ·  1241 ·  1242 ·  1243 ·  1244 ·  1245 ·  1246 ·  1247 ·  1248 ·  1249 ·  1250 ·  1251 ·  1252 ·  1253 ·  1254 ·  1255 ·  1256 ·  1257 ·  1258 ·  1259 ·  1260 ·  1261 ·  1262 ·  1263 ·  1264 ·  1265 ·  1266 ·  1267 ·  1268 ·  1269 ·  1270 ·  1271 ·  1272 ·  1273 ·  1274 ·  1275 ·  1276 ·  1277 ·  1278 ·  1279 ·  1280 ·  1281 ·  1282 ·  1283 ·  1284